# Fockbek

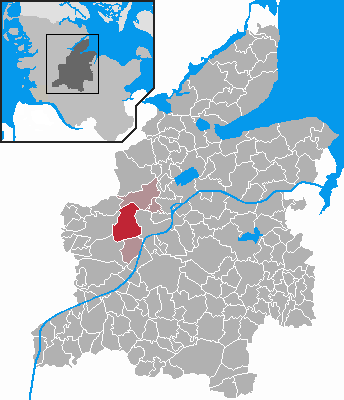
Situation de la commune dans l'arrondissement

Fockbek (danois : Fokbæk) est une commune d'Allemagne située dans l'arrondissement de Rendsburg-Eckernförde (Schleswig-Holstein).

## Géographie
Fockbek se situe à l'ouest de Rendsburg.

## Histoire
Fockbek est mentionné pour la première fois dans un document officiel en 1196 sous le nom de Fokabikre.

## Jumelages
- Mirow (Allemagne) depuis 1990

## Économie
L'entreprise Hobby-Wohnwagenwerk, un des plus grands constructeurs de caravanes et de camping-cars au monde, a son siège et une unité de production qui emploie environ 1 000 personnes à Forbeck.